# Hagen Smith
Hagen Smith (* 10. April 1995 in Pacific Palisades) ist ein US-amerikanischer Beachvolleyball– und ehemaliger Volleyballspieler.

## Karriere
Der in Los Angeles geborene Athlet begann mit dem Volleyballspiel während seiner Schulzeit an der Loyola High und parallel dazu spielte er Libero für den Manhattan Beach Surf Club. Auch während seines Studiums an der UCLA war er hauptsächlich im Hallensport aktiv, nahm jedoch in seinem Freshman–Jahr an der U21–Beachvolleyball–Weltmeisterschaft auf Zypern teil. Christopher Orenic und er konnten jedoch nur eine Begegnung in einer Vorrundengruppe mit sechs Teams gewinnen. Rang 25 war das endgültige Ergebnis. Nach seinem letzten Spiel für die Bruins war Smith an sechster Stelle der all–time–tist der Universität gelistet. Zuvor hatte er noch mit Jackson Bantle das Finale der ersten USA Volleyball Collegiate Beach Championships am Hermosa Beach Pier erreicht.
Ins gleiche Jahr fielen auch die ersten Starts mit Cole Fiers bei der AVP Tour. Die beiden siegten bei vier Wettbewerben jeweils im ersten Durchgang der Qualifikation, ihr bestes Resultat war jedoch das Scheitern in der vierten und letzten Runde der Vorausscheidung bei den Manhattan Beach Open. Beim Turnier der National Volleyball League in Long Beach überstanden sie jedoch alle vier Qualidurchgänge und belegten nach einem weiteren Sieg im Hauptwettbewerb den geteilten neunten Rang. Den gleichen Platz erkämpften Smith und Lucas Yoder eine Saison später in San Francisco. Auch bei diesem Event der Association of Volleyball Professionals war der Sieg in der vierten Qualifikationsrunde notwendig, um in den Hauptwettkampf zu gelangen. Weder 2019 noch 2021 nach einer einjährigen Pause erreichte der aus Kalifornien stammende Sportler mit verschiedenen Partnern einen Platz in den top ten. Dies änderte sich in der folgenden Spielzeit mit Jake Dietrich. In Hermosa Beach wurden die beiden Fünfte, die Wettbewerbe in Atlantic City, Manhattan Beach und Tavares beendete das Duo auf dem geteilten siebten Rang und in Chicago gelang mit dem Gewinn der Bronzemedaille der erste Podiumsplatz.
Mit Billy Kolinske erkämpfte Hagen Smith 2023 eine weitere Platzierung unter den besten acht Teams, bevor er mit Logan Webber ein neues Duo bildete. Den beiden gelangen in ihrer ersten gemeinsamen Saison drei Podestplätze. Dazu gehörte auch der erste Sieg bei einem AVP-Event. Erster in Virginia Beach, Zweiter in Denver und Dritter in Manhattan Beach waren die genauen Resultate. Bei der FIVB-Weltserie gab es dagegen nur eine Finalteilnahme beim niederklassigen Futures in Halifax für das Beachpaar. Bei den Panamerikanischen Spielen reichte es nach drei Spielen ohne Niederlage in der Gruppenphase und dem Sieg im Viertelfinale zum vierten Rang im Gesamtklassement. Am Anfang der folgenden Spielzeit  waren bei der Pro Tour ein Platz in der Runde der besten acht Teams beim Challenge in Xiamen und ein Futures Sieg in Battipaglia die besten Ergebnisse.

## Sonstiges
Großvater James Smith war der Erste aus der Familie, der sich an der UCLA einschrieb. Er schloss das Studium als Philosophical doctorate abs. Dessen Sohn Sinjin, der Vater von Hagen, führte 1979 die Bruins zu ihrer ersten ungeschlagenen Saison und wurde als All-American ausgezeichnet sowie in die Hall of Fame der Uni aufgenommen. Er war Viertelfinalist der ersten olympischen Spiele im Beachvolleyball und vierfacher Champion der FIVB World Tour. Auch Hagens Mutter Patty Smith sowie seine Onkel Jim, Ed und Bobbie studierten an der kalifornischen Universität. Sein Cousin Brian Robinson gehörte dem Wasserballteam der Bruins an. Hagen Smith beendete sein Studium mit dem Abschluss im Hauptfach Geografie / Umweltstudien.